# Josefa González-Blanco Ortiz-Mena
Josefa González-Blanco Ortiz-Mena (Ciudad de México, 9 de marzo de 1965) es una académica y ecologista mexicana. Fue secretaria de Medio Ambiente y Recursos Naturales durante el gobierno de Andrés Manuel López Obrador de 2018 a 2019.

## Trayectoria
Es licenciada en derecho por la Universidad Anáhuac. Cursó una maestría en arte transformativo, en la Universidad John F. Kennedy, en Berkeley, California, Estados Unidos.
Fue secretaria administrativa del Posgrado de Derecho de la Universidad Nacional Autónoma de México y catedrática de Sistemas Jurídicos Comparados.
Formó parte de organizaciones ecologistas inglesas con proyectos locales e internacionales, en Chiapas se ha dedicado a proyectos de conservación, rescate y reintroducción de la Vida Silvestre de Aluxes Palenque, con un intenso programa de reforestación. 
Participó en el primer y más exitoso programa de reintroducción de guacamaya roja. Este proyecto logró que 114 individuos vivan en libertad. Además de que ha desarrollado un centro de reciclaje de plástico PET para hacer conciencia ecológica.
En 2017, fue nominada por Andrés Manuel López Obrador para formar parte de su gabinete, al frente de la Secretaría de Medio Ambiente y Recursos Naturales, cargo que asumió el 1 de diciembre del 2018.
El 24 de mayo de 2019 causó notoriedad cuando se informó que a solicitud suya, mediante una llamada telefónica, se retrasó el inicio de un vuelo de la empresa Aeroméxico en ruta de Ciudad de México a Mexicali hasta que ella pudo llegar para abordarlo, 38 minutos después de su hora de despegue programada. En consecuencia, al darse a conocer tal situación al día siguiente 25 de mayo, presentó su renuncia al cargo, que fue aceptada el mismo día por el presidente López Obrador.
En marzo de 2021, fue ratificada por el Senado de México como Embajadora de México ante el Reino Unido, asumiendo su cargo el 23 de abril de 2021.